# Skírnismál

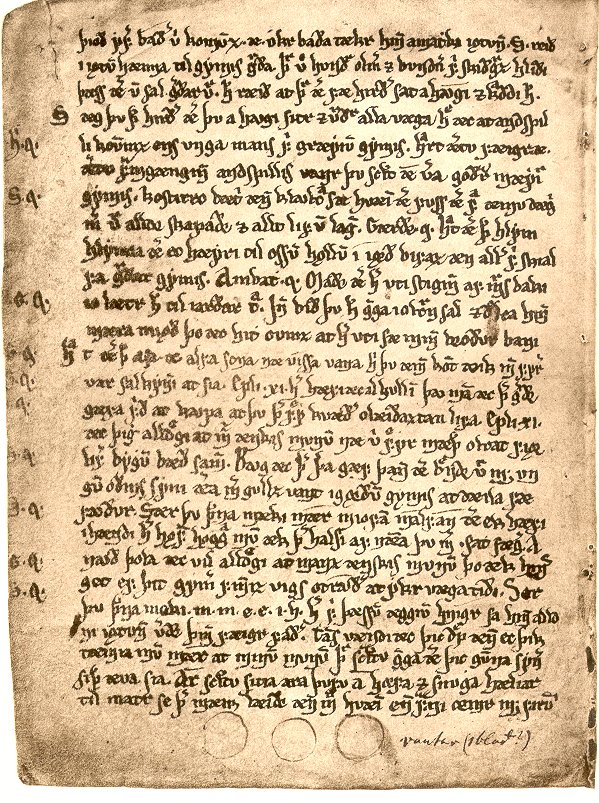
AM 748 I 4.º, es uno de los dos manuscritos que preservaron el Skírnismál. Tiene notas en los márgenes indicando quien habla en cada verso. Algunos eruditos consideran que esta es una pista que indicaría que el poema pudo ser representado como un drama ritual.

Skírnismál (Dichos de Skírnir) es uno de los poemas de la Edda poética. Fue preservado en dos manuscritos del siglo XIII, el Codex Regius y AM 748 I 4.º, pero pudo ser compuesto originalmente en una época pagana. Muchos eruditos creen que el poema era representado, quizás como una suerte de Hieros Gamos.

## Sinopsis
El prólogo en prosa del poema relata que el dios Freyr, hijo de Njörðr, se sentó en el trono de Odín, Hliðskjálf y miró sobre todos los mundos. Cuando miraba hacia el Jötunheim, la tierra de los gigantes, Freyr alcanzó a divisar a una bella joven e inmediatamente se enamoró de ella. Temiendo que le fuese imposible conquistarla, se sumió en la tristeza y melancolía.
El poema en si comienza con la esposa de Njörðr, alentando a Skírnir, su sirviente, a que fuese y le preguntase a Freyr el motivo de su tristeza. Skírnir teme provocar la ira de su amo; sin embargo, ante las presiones decide ir a interrogarle. La respuesta de Freyr es hosca, aun así le cuenta sobre sus sentimientos. Skírnir acuerda emprender un viaje para cortejar a Gerðr para Freyr, y este le da su caballo de combate y su espada mágica.

Skírnir emprende su viaje hasta llegar a Jötunheimr, a la morada del gigante Gymir. Gerðr, la hija de Gymir, de inmediato le invita a pasar. Skírnir intenta cortejar a Gerðr en nombre de Freyr, ofreciéndole, primero regalos, pero finalmente termina amenazándola. Finalmente Gerðr cede ante las insistencias de Skírnir, y este regresa a informar a Freyr, quien le pregunta:
| Segðu mér þat, Skírnir, áðr þú verpir söðli af mar ok þú stígir feti framar: Hvat þú árnaðir í Jötunheima þíns eða míns munar? Skírnir kvað: Barri heitir, er vit báðir vitum, lundr lognfara; en eft nætr níu þar mun Njarðar syni Gerðr unna gamans. Freyr kvað: Löng er nótt, langar ro tvær, hvé of þreyjak þrjár? Oft mér mánaðr minni þótti en sjá half hýnótt. | Dime, Skírnir, antes de que desmontes o te dirijas a otros caminos: Lo que has conseguido en Jotunheim es para tu gusto o el mío? Skírnir contesta: En los bosques de Barri, que ambos bien conocemos, en un lugar apacible y tranquilo en nueve noches, al hijo de Njörd Gerd dará placer. Freyr responde: Una noche es muy larga, dos, más aún; Como podré soportar tres noches? Muchas veces un mes me ha parecido menos que ahora media noche de deseo. |

Skírnismál, estrofas 40 a 42